# Milodraž
Milodraž era un asentamiento en el Reino de Bosnia, situado en una carretera que conectaba las ciudades de Visoko y Fojnica. Sabemos de la ciudad principalmente por cartas reales y documentos de Ragusa. Estos documentos registran que, en el asentamiento, se encontraba una de las residencias del rey Tvrtko II y el rey Tomás.
No está del todo claro la utilidad de Milodraž durante la Edad Media. Se supone que Milodraž fue la residencia de verano ocasional de los gobernantes bosnios. Y, debido a que la estructura de fortificación no era de piedra, sino de madera y tiendas móviles, y no se conservan vestigios de ella.
Milodraž se mencionó por primera vez en una carta que Tvrtko II emitió a los ragusanos el 18 de agosto de 1421, en la que confirmó las concesiones de sus predecesores. La importancia del asentamiento aumentó por dos bodas reales que tuvieron lugar en él: la boda de Tvrtko II y Dorotea Garai, en julio de 1428, y la boda de Thomas y Catarina Kosača, en mayo de 1446.
En 1463, luego de la conquista otomana de Bosnia, el sultán Mehmed II el Conquistador, firmara en Milodraž, un acuerdo con el fraile franciscano Anđeo Zvizdović donde se le permitía conservar la labor franciscana en la región.
Actualmente, en el área del poblado medieval está en el área de Pobrđe Milodraž en Kiseljak, Bosnia y Herzegovina.